# شهرستان سن لوییز اوبیسپو (کالیفرنیا)
شهرستان سن لوییز اوبیسپو (به انگلیسی: San Luis Obispo County) نام یک شهرستان در ایالت کالیفرنیا در آمریکا است.
بخشداری آن سان لوئیس اوبیسپو می‌باشد.